# میشائیل گریگوریتش
میشائیل گریگوریتش (انگلیسی: Michael Gregoritsch؛ زادهٔ ۱۸ آوریل ۱۹۹۴) بازیکن فوتبال اهل اتریش است.
از باشگاه‌هایی که در آن بازی کرده‌است می‌توان به باشگاه فوتبال هوفنهایم، باشگاه فوتبال هامبورگ، باشگاه فوتبال بوخوم، و باشگاه فوتبال سن پائولی اشاره کرد.
وی همچنین در تیم‌های ملی فوتبال اتریش، زیر ۲۱ سال اتریش، و اتریش بازی کرده‌است.